# Oscar Luigi Scalfaro
Oscar Luigi Scalfaro (Novara, 1918. szeptember 9. – Róma, 2012. január 29.) olasz politikus, az Olasz Kereszténydemokrata Párt (Democrazia Cristiana) tagja, 1992 és 1999 között az Olasz Köztársaság kilencedik elnöke.

## Pályája
Jogot tanult a milánói katolikus egyetemen, majd bíróként dolgozott. Gyakorló katolikusként fiatalkorától kezdve keresztény világi szervezetekben tevékenykedett, és aktívan segített a második világháború alatt bebörtönzött antifasisztáknak és családtagjaiknak.
1946-ban az Olasz Alkotmányozó Nemzetgyűlés tagjává választották, majd 1992-ig Piemontot képviselte a képviselőházban, az olasz parlament alsóházában. 1954-ben először a munkaügyi minisztériumban, később a közlekedési és oktatási minisztériumban lett államtitkár. 1966 és 1968 között közlekedési miniszter volt Aldo Moro harmadik kormányában. Miután 1976 és 1983 között a Képviselői Kamara alelnöke volt, 1983-ban Bettino Craxi kabinetjében belügyminiszter lett. Amikor Craxi 1987-ben lemondott miniszterelnöki posztjáról, Scalfarót új kormány megalakításával bízták meg, de kudarcot vallott.

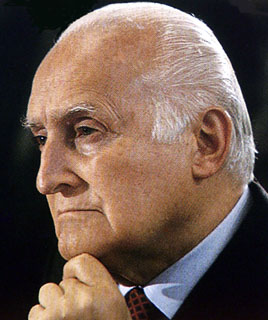
Államelnökként, 1992

Az 5. és 6. parlamenti választás után 1992 áprilisában a képviselőház elnökévé, másfél hónappal később, 1992. május 25-én a 16. választási fordulóban 672 szavazattöbbséggel köztársasági elnökökké választották. Párttársát, Francesco Cossigát váltotta fel, aki 1992. április 25-én, tehát hat héttel a rendes ciklus vége előtt lemondott. Hivatali ideje alatt Scalfaro elnök felkérte a lakosságot, hogy hozzanak létre új ellenállási mozgalmat (Resistenza) a szervezett bűnözés ellen. Scalfaro hivatali ideje 1999-ben bekövetkezett halálával ért véget. Utódja Carlo Azeglio Ciampi lett.
1999 óta az olasz szenátus örökös tagja.

## Egyéb
Elnökként a következő hivatalos külföldi utakat abszolválta: 
- 1992: Spanyolország, Németország, Vatikán, Egyesült Királyság, Albánia
- 1993: Franciaország, Ausztria, Belgium, Vatikán, Portugália, Románia és Bulgária, Belgium, Finnország, Dánia, Luxemburg és Franciaország, Tunézia
- 1994: Ausztria, Görögország, Vatikán, Szlovákia
- 1995: India, Csehország, Törökország, Írország, Svájc, Egyesült Királyság és Franciaország, valamint Oroszország, Magyarország, Vatikán, Brazília és Venezuela, Argentína és Chile, valamint Uruguay, Németország, Izrael, Málta, Hollandia
- 1996: Franciaország, Bosznia és Hercegovina, Portugália, Mexikó és az Egyesült Államok, Albánia, Lengyelország, Spanyolország, Bosznia és Hercegovina, Svájc, Ukrajna, Vatikán, Egyiptom, Magyarország, Bosznia és Hercegovina
- 1997: Macedónia, Vatikán, Marokkó, Németország, Üzbegisztán és Kazahsztán, Litvánia, Lettország és Észtország, Szlovénia, Norvégia és Izland és Kanada, Szlovénia, Szaúd-Arábia, India, Bulgária, Libanon, Vatikán, Etiópia és Eritrea, Horvátország
- 1998: Szlovákia, Szlovénia, Belgium, Románia, Japán, Svédország, Egyesült Királyság, Svájc, a Kínai Népköztársaság, Bosznia-Hercegovina, Németország, Spanyolország (magán) és Portugália, Vatikán, Németország, Ausztrália (megállókkal Szingapúrban és Thaiföldön) )
- 1999: Ukrajna, Jordánia, Vatikán, Bosznia-Hercegovina, Albánia, Macedónia

Meglátogatta a Rómában székelő Máltai lovagrendet is.

## Fordítás
Ez a szócikk részben vagy egészben  az   Oscar Luigi Scalfaro című német Wikipédia-szócikk ezen változatának fordításán alapul.  Az eredeti cikk szerkesztőit annak laptörténete sorolja fel. Ez a jelzés csupán a megfogalmazás eredetét és a szerzői jogokat jelzi, nem szolgál a cikkben szereplő információk forrásmegjelöléseként.
| Elődje: Francesco Cossiga | Az Olasz Köztársaság elnöke 1992. május 28. – 1999. május 15. | Utódja: (ideiglenes: Nicola Mancino) Carlo Azeglio Ciampi |